# Saline Gottesgabe
Die Saline Gottesgabe war eine Saline im westfälischen Rheine im ehemaligen Hochstift Münster.

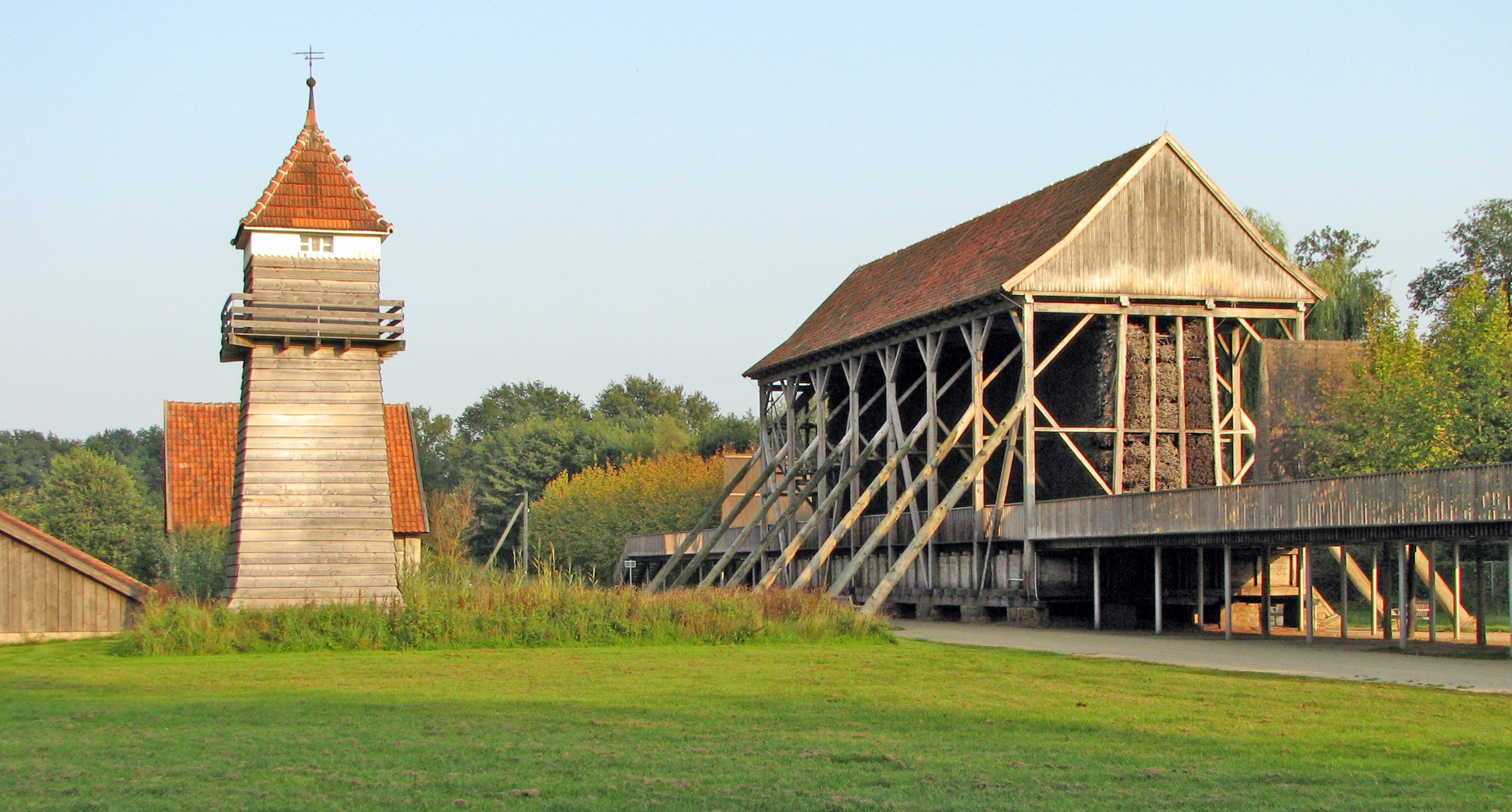
Saline Gottesgabe

## Geschichte

### Besitzverhältnisse zwischen dem 11. und dem 15. Jahrhundert
Die Salzgewinnung zu Rheine ist erstmals für die Regierungszeit des Bischofs Siegfried von Walbeck, 1022–1032, nachgewiesen. Aus der beglaubigten Abschrift einer Urkunde aus dem Jahre 1439 ergibt sich in diesem Zusammenhang, dass zwei Frauen aus dem Geschlecht der Grafen von Kappenberg mit verschiedenen Kirchstiftungen auch die Verschenkung von Siedehütten vornahmen. Da wohl nur das Verschenken von funktionstüchtigen Siedehütten die Aufführung in einer solchen Schenkungsurkunde wert gewesen sein dürfte, darf zu Recht angenommen werden, dass bereits zu dieser Zeit die Salzproduktion betrieben wurde. Rund 200 Jahre später wurde der Bentlager Gertrudis-Kirche, die bis dahin Eigentümerin der Siedehütten war, von der Regierung des Münsteraner Bischofs die Pfarrerlaubnis entzogen und der dazugehörige Niederhof Bentlage samt Salzwerk in den Besitz des Bischofs einverleibt.
Für das Jahr 1437 ist weiter belegt, dass der Bischof von Münster, Heinrich II. von Moers, den Niederhof samt Salzwerk für 2.600 rheinischen Goldgulden an das Bentlager Kreuzherrenkloster verkaufte, wobei sich die Chorherren des Klosters bei der Kaufentscheidung unter ausdrücklichem Hinweis auf die Möglichkeiten zur Salzproduktion bestimmen ließen. Zu einer Salzproduktion zum Zwecke des Salzhandels ist es im Klosterbetrieb des 15. und 16. Jahrhunderts jedoch nicht gekommen, wohl aber zur Produktion zur Deckung des Eigenbedarfs. Der Grund dafür, dass sich die Gewinnerzielungsabsichten der Bentlager Glaubensbrüder nicht realisieren ließen, lag an verschiedenen externen Einflüssen, dem das Kloster unterlag. Teilweise wird in diesem Zusammenhang das Wüten der Pest, die geringe finanzielle Ausstattung des Klosters, die weiterführende Investitionen in den Salzbetrieb unmöglich machte, und die sogenannte Münsteraner Fehde, während der nach dem Tode des Bischofs Heinrich II. von Moers auch die Stadt Rheine überfallen und teilweise zerstört wurde, für das Ausbleiben einer über den Eigenbedarf hinaus expandierenden Salzproduktion verantwortlich gemacht. Ob dem wirklich so war, und ob sich die Produktion überhaupt tatsächlich nur auf den Eigenbedarf erstreckte, lässt sich mit Sicherheit nicht abschließend formulieren. Im Gegensatz zu anderen Salinen ist die Quellenlage für das Salzwesen zu Bentlage und Rheine für den Zeitraum des 15. und 16. Jahrhunderts nur äußerst dürftig.

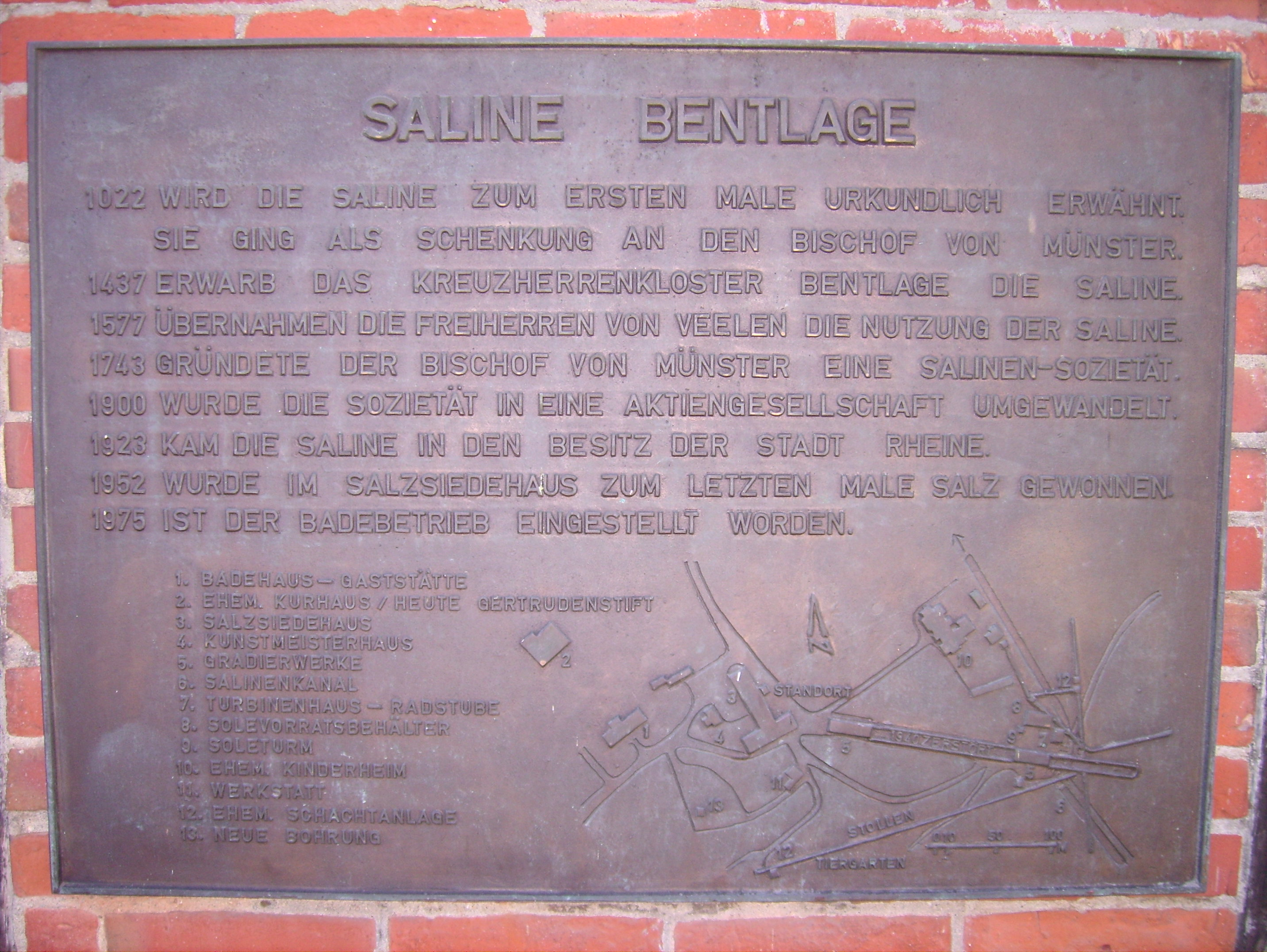
Inschrift an der Saline Gottesgabe

### Bewirtschaftung durch die von Velen

#### Übernahme der Saline durch Hermann von Velen
Dies ändert sich erst für den Zeitraum ab 1577, als der Fürstbischof Johann Wilhelm (Jülich-Kleve-Berg) von Münster den Freiherrn Hermann von Velen, Droste der Ämter Emsland, Bevergern und Rheine, mit den Solequellen am Huxberg bei Bevergern auf dem Grund und Boden des Frauenklosters Gravenhorst sowie mit Solen in dem etwa 10 km von Rheine entfernten Amt Horstmar am Rodenberg bei Wettringen auf einem Grundstück des Augustinerklosters Metelen belehnte. Bei diesen Siedestätten handelt es sich um die eigentlichen Vorläufer des Salzwerkes Gottesgabe. Da sich auch im Hochstift Münster an der Mitte des 16. Jahrhunderts das landesherrliche Bergregal herauszubilden begann, benötigte Hermann von Velen für die unternehmerische Tätigkeit, der motiviert durch die aufkommende Kunst des Gradierens die auf diesen Gründen liegenden Solen erwerbswirtschaftlich nutzen wollte, das besondere Einverständnis des Domkapitels zu Münster. Im Gegensatz zu den Klöstern, deren Nutzung der Quellen unabtrennbarer Ausfluss des Grundeigentums war (Pertinenz), wurde die weltliche Nutzung nicht in Zusammenhang des Grundstücks betrachtet.
Der schnellen Belehnung von Velens stand jedoch im Wege, dass es den Fürstbischöfen im Hochstift Münster während des 16. Jahrhunderts noch nicht gelingen konnte, in Bezug auf die Solequellen das unumschränkte Berg- bzw. Salzregal gegen die Pertinenz des klösterlichen Grundbesitzes durchzusetzen. Domkapitel und Bischof regten daher anlässlich der erblichen Belehnung einen Vergleich des zukünftigen Lehnsnehmers mit den grundbesitzenden Klöstern an, der sich erheblich in die Länge zog und zu zahlreichen Rechtsauseinandersetzungen führte. Schließlich erklärte sich das Domkapitel bereit, dem Kloster 300 Reichstaler und jährlich eine Rente von sechs Tonnen Salz, einem Malter Roggen, einem Malter Gerste und zwei Maltern Hafer nach rheinischen Maßen als Gegenleistung für die Belehnung und den daraus entspringenden Nutzungsrechten zu erstatten und reichte diese Belastungen per Vertrag vom 5. August 1577 an den Lehnsnehmer von Velen weiter. Auch mit dem Stiftskloster Metelen musste sich von Velen auf Druck und unter Vermittlung des Domkapitels vergleichen, indem er ab 1579 in die Pflicht trat, dem Kloster jährlich neun Reichstaler zu zahlen. Welche Bedeutung dieser Vorgang für die landesherrliche Politik, insbesondere für die Handhabung des Bergregals hatte, kann man so beschreiben: Durch die eingenommene Mittlerstellung wurde das Bestreben der Landesregierung deutlich, dem Grundstückseigentümer die freie Verfügbarkeit der Solequellen zu nehmen. Um dieses Ziel zu erreichen, ging sie in der Weise vor, dass sie sich das Grundeigentum zunächst übertragen ließ, um dann ihrerseits über die Solequellen nach eigenem Gutdünken frei verfügen zu können. Ein derartiges Vorgehen des münsterschen Domkapitels in einer Zeit, als das landesherrliche Bergregal in vielen Teilen des Heiligen Römischen Reiches Deutscher Nation bereits seit langem anerkannt war, findet seine Erklärung in dem Gegensatz zwischen Grundeigentümern und Landesherrn bei der Durchsetzung des Bergregals.

#### Rechte und Pflichten
Nach der Belehnung ergaben sich für Hermann von Velen einige Rechte und Pflichten aus der Belehnungsurkunde selber, die ihm das Domkapitel auferlegt hatte. Generell stand es dem Freiherrn frei, Anteile seiner Saline an Dritte zu veräußern. Dies war jedoch nur nach Zustimmung des Domkapitels auf dem Wege einer Unterbelehnung möglich mit der Maßgabe, dass die Unterbelehnten gleichzeitig Mitgewerken der Saline waren, also im direkten Betriebszusammenhang mit dem Salzwerk standen. Die unterbelehnte Mitgewerken und ihre Nachkommen waren nicht berechtigt, Anteile zu verkaufen. Bei allen Veräußerungen stand dem Bischof ein generelles Vorkaufsrecht zu. Wie im Unnaer Salinenwesen auch, bestand der Lehnsherr zudem darauf, das Lehen sofort einziehen zu können, wenn der Lehnsnehmer ein halbes Jahr den Betrieb des Salzwerkes unterließ oder die Stätten verfallen lassen würde, um es entweder in Eigenregie fortführen oder weiter verlehnen zu können. Im Gegensatz zu den Verhältnissen etwa in Brandenburg-Preußen war der Landesherr in diesem Falle jedoch verpflichtet, dem Lehnsnehmer für die oberirdisch errichteten Anlagen eine geldliche Entschädigung zu zahlen. Zudem hatte der Fürstbischof das Recht, stets nach Ablauf von 25 Jahren mit 1/8 Anteilseigner gegen eine entsprechende Anteilszeichnung zu werden. Von Velen hatte darüber hinaus die Pflicht – und hier lassen sich erste Anzeichen einer merkantilistisch-kameralistische Wirtschaftspolitik im Hochstift Münster erkennen –, die Einwohner des Hochstifts bevorzugt vor Ausländern und zudem zu einem angemessenen Preis zu beliefern.
Es war mithin die Absicht des Landesherrn, mit der Unterstützung des Velenschen Salzwerkes zu einer gedeihlichen Eigenversorgung der Bevölkerung beizutragen. Gleichzeitig griff er damit erheblich in die unternehmerische Freiheit der Absatz- und Preispolitik ein, drohte er doch auch für den Fall den Einzug des Lehens an, dass von Velen gegen diese absatz- und preispolitischen Verfügungen verstoßen sollte.

#### Wirtschaftliche Entwicklung
Die wirtschaftliche Entwicklung des Velenschen Salzwerkes zu Huxberg und Rodenberg verlief insgesamt gesehen mehr schlecht als recht. Zwar gelang es dem Unternehmer, sein Salz bis nach Kurköln abzusetzen, doch machten ihm bald ein Nachlassen der Lötigkeit, die Zahlung des Salzzehnten, die Kosten für die teure Holzfeuerung – Steinkohle konnte nicht in einem den Feuerungsbedarf deckendem Maße beschafft werden – und schließlich die kriegerischen Auseinandersetzungen am Ende des 16. Jahrhunderts, während deren spanische Söldnergruppen aus Holland kommend den Betrieb erheblich störten, arg zu schaffen. Bereits 1580 musste ihm der Münstersche Landesherr die Zahlung des Salzzehnten erlassen und die Abgaben auf Naturalleistungen – 100 Tonnen jährlich für den Bischof, 2 – 3 Tonnen für jeden Domherren pro Jahr – umstellen. Bei der Übernahme der Salinen am Huxberg und am Rodenberg nach dem Tode Heinrichs von Velens im Jahre 1587 durch dessen drei Söhne war der Betrieb bereits hoffnungslos überschuldet. Weitere drei Jahre später wurden die Anlagen durch einen Angriff königlich-spanischer Truppen fast vollständig zerstört. Danach war nur mehr Alexander von Velen, Herr zu Raesfeld und fürstlich-münsterscher Marschall, bereit, das Werk gegen eine geringe Entschädigung seiner beiden Brüder Hermann und Johann von Velen weiterzuführen.
Mit Privileg vom 16. Oktober 1603 erhielt die Familie von Velen erneut durch den damaligen Fürstbischof Ernst von Bayern das Recht, gegen die Abgabe des Zehnten vom Reinertrag die Salinen am Huxberg und am Rodenberg zu nutzen. Der Landesherr verbriefte in diesem Privileg seine Pflicht, dafür Sorge zu tragen, dass die für die Errichtung oberirdischer Anlagen erforderlichen Grundstücke umgehend abgetreten würden, unabhängig davon, um wessen Grundstücke es sich handelte. Damit begann Ernst von Bayern das Regalrecht wesentlich rigider zu handhaben als alle anderen Lehnsherren vor ihm. Er erteilte der Betreiberfamilie von Velen zudem das Recht zur Mutung neuer Solequellen bei Bentlage, wo Alexander von Velen bei einem Besuch des Kreuzherrenklosters schließlich auch fündig wurde. Diese – wiederentdeckten – Quellen hatten eine 4,5 – 9,5 und teilweise sogar 12 Prozent messende Lötigkeit und versprachen aufgrund dieser hohen Konzentration einen rentableren Betrieb als die Quellen am Huxberg und Rodenberg.
Dem Alexander von Velen erschien dieses natürliche Vorkommen derartig bemerkenswert, dass er das Salzwerk an dieser Stelle als Gottesgeschenk betrachtete und die Saline fortan Gottesgabe nannte. Eine der ersten Maßnahmen des neuen Unternehmers war die Umstellung der Feuerung von Holz auf den preisgünstigeren Brennstoff Torf. Hierzu verlieh ihm Fürstbischof Ernst im Jahre 1606 das Recht, jährlich soviel Torf aus den fürstbischöflich- münsterschen Mooren im Emsland stechen zu lassen, wie zum Feuerungsbetrieb der Saline Gottesgabe nötig war. Gleichzeitig stellte von Velen die Salzgewinnung auf Gradierung mittels Leckwerken um. Der Aufbau des neuen Werkes erforderte erhebliche Investitionssummen, die Alexander von Velen als alleiniger Fach- und Sachpromotor auch alleine zu Schultern hatte. Da er bald dazu nicht mehr in der Lage war und sowohl Betriebs- als auch weiter anfallenden Kosten zur Finanzierung der Investitionen seine finanziellen Möglichkeiten überstiegen, verpachtete er die Saline Gottesgabe zunächst für vier Jahre weiter, um schließlich 1607 fünf kapitalkräftige Bürger aus Rheine als Sachpromotoren mit in den Betrieb aufzunehmen. Diese traten in die Pflicht, die notwendigen Investitionsmittel zu beschaffen und erhielten als Gegenleistung das Recht zum alleinigen Verkauf der Produktion, wobei sich Alexander von Velen allerdings seinerseits das Recht behielt, ein Verkaufsrecht über den zehnten Teil des erzeugten Salzes auszuüben und zwei Reichstaler als Provision jeder verkauften Tonne Salz der anderen Kapitalgeber zu behalten. Dieses Geschäftsmodell hielt bis 1614. Bis zu diesem Zeitpunkt gelang es der gemeinschaftlich ausgeübten Betriebsführung, über eine die Produktion mehr als das Doppelte übersteigende Nachfrage einen reißenden Absatz der Salinenproduktion und dementsprechende Gewinne zu generieren.

### Niedergang der Saline Gottesgabe
Transportprobleme, Mangel an Feuerungsmitteln und Mangel an Eisen für dringend erforderliche Ersatzinvestitionen in die Pfannen führten 1614 dazu, dass die Kapitalgeber aus der Saline Gottesgabe ausschieden. Alexander von Velen, der 1630 starb, drückten erneut erhebliche Finanzierungslücken. Mit Ausbruch des Dreißigjährigen Kriegs begann der endgültige Niedergang der Saline Gottesgabe im 17. Jahrhundert. Er gipfelte in der teilweisen Demolierung des Werkes anlässlich der Zerstörung und gänzlichen Einäscherung des Klosters Bentlage durch die Schweden unter General von Königsmarck im Jahre 1647. Nach Ende des Kriegs und Abschluss aller Reparaturen schied die Familie von Velen aus der eigentlichen Betriebsführung aus und verpachtete das Werk mehrmals weiter. Dennoch dürfte der Betrieb zu keinem Zeitpunkt im späten 17. Jahrhundert noch einmal rentabel geworden sein, lag im Jahre 1651 allein eine Schuldenlast in der für damalige Verhältnisse unglaublichen Höhe von 73.920 Reichstalern. Die Betriebsführung oblag bis 1735 im Wechsel dem Vogt oder dem Bürgermeister der Stadt Rheine, womit die Stadt bis Anfang des 18. Jahrhunderts erheblichen Einfluss auf die betriebswirtschaftliche und betriebstechnische Führung der Saline besaß und den Salzhandel sowie die Preisbestimmung maßgeblich mitgestaltete.

## Betriebsverfassung und Betriebsführung der Saline Gottesgabe
Die Betriebstätigkeit der Saline Gottesgabe lag zu Beginn des 18. Jahrhunderts darnieder. Während die Solequellen am Rodenberg überhaupt nicht mehr genutzt wurden, lag das Betriebsergebnis der Salzstätten in Bentlage und am Huxberg im marginalen Bereich: die Familie von Velen erhielt aus der Verpachtung beider Betriebsstätten lediglich eine jährliche Pachtsumme von 120 Reichstalern. Neben den bereits erwähnten Kriegsbeschädigungen im Laufe des Dreißigjährigen Krieges und der mangelnden Investitionskraft der Betreiberfamilie traten zwei andere Ursachen für diese Entwicklung zu Beginn des 18. Jahrhunderts hinzu: zum einen erreichte die Konkurrenz des wesentlich preiswerteren Salzes aus den Niederlanden das Territorium des Hochstifts Münster, zum anderen entfiel der Absatzmarkt im benachbarten Lingener Emsland, das im Jahre 1702 an Brandenburg-Preußen gefallen war und somit dem dort herrschenden staatlichen Salzhandelsmonopol und Importverbot für ausländisches Salz unterlag. Das Dahinvegetieren der Saline Gottesgabe änderte sich erst im Jahre 1730, als der Fürstbischof von Münster, Clemens August I. von Bayern, der bis dahin wenig Interesse an den sich in bedenklichem Zustand befindlichen Anlagen in Bentlage und am Huxberg gezeigt hatte und aus diesem Grunde das Salzlehen der Betreiberfamilie von Velen mit Bestätigung vom 14. Juni 1727 nochmals bekräftigt hatte, seine Haltung änderte. Auch der Münsteraner Landesherr wandte sich nunmehr – und damit wesentlich später als andere Landesherren im Heiligen Römischen Reich Deutscher Nation – den Zielen und Instrumenten einer merkantilistisch-kameralistischen Wirtschaftspolitik zu: sein erklärtes Ziel war es, durch Eigenerzeugung von Salz im eigenen Territorium den Import fremden Salzes und damit den Abfluss von finanziellen Mitteln ins Ausland zu unterbinden. Gleichzeitig war es seine Absicht, das Salzwerk Gottesgabe zur Hebung der eigenen Staatsfinanzen als fiskalischen Betrieb zu reetablieren und auszubauen. Dabei hatte der Landesherr anfänglich ein ausschließlich staatlich finanziertes und betriebenes Salzwerk im Sinn. Ähnlich wie sein landesherrlicher Kollege in Brandenburg-Preußen, Friedrich Wilhelm I., der im Rechtsstreit mit der Zahnschen Betreiberfamilie stets auf die Betriebstätigkeit der Saline und einen ausreichend abgeführten Zehnten als Grundlage für den Fortbestand des verliehenen Lehens achtete, berief sich Clemens August dabei auf den Passus des landesherrlichen Bergregals aus der Goldenen Bulle, nach dem ein Lehen einzuziehen war, wenn der Betrieb still lag oder der Salzzehnte nicht ausreichend oder pünktlich abgeführt wurde. Zudem bot ihm ein Passus aus der ersten Belehnungsurkunde für Hermann von Velen aus dem Jahre 1577, nach dem es dem Landesherrn und Lehnsgeber möglich war, das Lehen bei unzureichender Abführung des Zehnten gegen eine angemessene Entschädigung für das investierte Kapital der Betreiber wieder einzuziehen, ein weiteres Instrument, seine Pläne für die Saline Gottesgabe in die Tat umzusetzen. Anders als Friedrich Wilhelm I. setzte sich Clemens August in kürzester Zeit gegen das Oberhaupt der Familie von Velen, Hermann Anton Bernhard von Velen, durch. Der Lehnsnehmer wehrte sich, anders als die Familie von Zahn zu Unna, kaum ernsthaft gegen die Versuche ihres Landesherrn, brachten die Siedetätigkeiten des Jahres 1734 doch einen abermaligen Verlust von 541 Reichstalern ein. Die Betreiberfamilie von Velen willigte 1735 schließlich in das sogenannte Velensche Äquivalent ein. In diesem Vergleich, der den Einzug des Lehens durch die landesherrliche Hofkammer zur Folge hatte, erhielt die Betreiberfamilie, die mit ihrem fünf Jahre dauernden Widerstand gegen den Lehenseinzug lediglich den Kompensationspreis in die Höhe treiben wollte, als Gegenleistung die Belehnung mit dem landesherrlichen Kornzehnt zu Rhede und Brade im Amt münsterschen Amt Meppen sowie einen unbestimmten Geldbetrag.
Nach der Übernahme der Betriebsstätten von Gottesgabe leitete der Fürstbischof umgehend Untersuchungen zu den zukünftigen Entwicklungsmöglichkeiten ein. As Fachpromotoren – die Sachpromotorenschaft sah der Landesherr weiterhin ausschließlich bei sich – versicherte er sich dabei des europaweit anerkannten Fachmannes, des Freiherrn Joachim Friedrich von Beust. Von Beust war vor seiner Berufung ins Hochstift Münster erst für den Kurfürsten und Erzbischof von Mainz, der ihn wegen seiner außerordentlichen Verdienste um das kurmainzische Salzwerk in Orb zum Geheimen Rat und Salzdirektor ernannt hatte, und nach seiner kurmainzischen Zeit für den König von Dänemark tätig, der ihn ob seiner gleichsam erfolgreichen Tätigkeit beim Ausbau des Salzwerkswesens in Dänemark und Norwegen sogar zum Königlich Dänischen Staatsminister ernannt hatte. Der Freiherr von Beust hatte sich insbesondere Anerkennung beim Bau effektiver und produktiver Dorngradierhäuser erworben.
Die durch von Beust geführten Untersuchungen ergaben, dass die Salzstätten in Bentlage als die gewinnbringendsten anzusehen waren. Im Vergleich zu den Stätten Huxberg und Rodenberg, deren Salzkonzentration (Lötigkeit) als nicht besonders hoch und deren Voraussetzungen für das Betreiben der Pumpen – weder die dort fließende Aa noch die Vechte wurden als geeignet bewertet, genügend Aufschlagwasser zum Treiben eines Förderrades zu liefern – als nicht gegeben eingeschätzt wurden, obgleich die Bedingungen an diesen beiden Salzplätzen für eine ausreichende Energieversorgung durch die in der Nähe liegenden Kohlegruben in der Ibbenbürener Gegend optimal waren, besaßen die alten Anlagen zu Bentlage hohe Lötigkeiten von 3,5, 5,5 und 8 Lot, konnte von Beust an dieser Stelle zwei an Lötigkeit noch wesentlich höhere, neue Quellen entdecken und waren die Möglichkeiten zum Betrieb eines wasserbetriebenen Förderrades zur Dorngradierung wesentlich besser, da die Zuführung von Emswasser den ausreichenden Antrieb garantierte. Während Huxberg und Rodenberg zusammen für 2.300 Malter Salz als gut befunden wurden, schätzte von Beust die mögliche jährliche Fördermenge in Bentlage auf mehr als dreifache: 7.500 Malter.
Die Untersuchungen von Beusts brachten neben der erfreulichen Einschätzung, dass eine fürstbischöflich staatliche Saline als überaus gewinnträchtig anzusehen war, für den Landesherrn die weit weniger erbauliche Erkenntnis mit sich, dass der Investitions- und damit der Finanzbedarf für die Reetablierung und den Ausbau von Gottesgabe enorm sein und die fürstbischöflichen Möglichkeiten bei weitem übersteigen würden. Zudem nahmen erhebliche Zweifel an der gesamten Rentabilität des fürstbischöflichen Projektes das zustimmungspflichtige Domkapitel gegen die Pläne und damit gegen die Finanzverantwortlichkeit und Sachpromotorenschaft des Landesherrn ein. Schließlich entschloss sich Clemens August zunächst gegen die staatliche Sachpromotorenschaft, mithin gegen ein staatlich betriebenes und geführtes Salzwerk Gottesgabe und für die Lösung einer privaten Aktiengesellschaft. Allerdings behielt er sich das Recht vor, nach drei Jahren Betriebstätigkeit die Gesellschaft aufzulösen und das unternehmerische Risiko selbst zu tragen. Zu diesem Zwecke übertrug er zunächst einmal von Beust die gesamte Verantwortung für das Salinenwesen im Hochstift und leitete Verhandlungen mit dem auch für diese Lösung zustimmungspflichtigen und -berechtigten Domkapitel ein. Diese Verhandlungen müssen äußerst kontrovers geführt worden sein, da man erst nach drei Jahren, am 7. August 1741 zu einer Einigung kam. Diese Einigung – „Octroy“ genannt – bezeichnete die näheren Rechte und Pflichten der später zu gründenden Gesellschaft, die als Münstersche Salinen-Societät bezeichnet wurde. Es war ebenfalls von Beusts Aufgabe, die notwendigen privaten Kapitalgeber für diese Aktiengesellschaft zusammenzubringen. Die mit dieser „Octroy“ auf das genaueste festgelegte Betriebsverfassung schränkte den Kreis der möglichen Kapitalgeber erheblich ein, da weder andere Reichsfürsten oder reichsunmittelbare Adelige noch – hier trat die konfessionelle bzw. religiöse Komponente des Hochstifts vor die merkantilistisch-kameralistischen Ziele des katholischen Staates Münster – Juden oder Mitglieder anderer im Heiligen Römischen Reich Deutscher Nation nicht tolerierter Religionen Aufnahme in die Societät finden durften. Dennoch gelang es von Beust, genügend Gesellschafter als Kapitalgeber aus Vertretern des reichsmittelbaren münsterländischen Adels sowie aus Vertretern der Hofkammer und der restlichen fürstbischöflichen Beamtenschaft zusammenzubekommen. Die Societät wurde am 23. Dezember 1743 gegründet und besaß Verfügungsrechte über alle Solequellen in Bentlage, am Huxberg sowie am Rodenberg und hatte darüber hinaus das Recht, weitere Solequellen zu suchen und zu nutzen. Zu diesem Zwecke wurden ihr weitreichende Zusatzrechte eingeräumt, wie etwa ein ausdrückliches Beschlagnahmungsrecht für Grundflächen zur Errichtung oberirdischer Anlagen gegen finanzielle und angemessene Entschädigung.
Von Beust selber, der als Generalsalzdirektor mittlerweile selber fürstbischöflicher Staatsdiener war, sowie dessen Bruder Karl Leopold von Beust hielten als Erstzeichner Anteile der neuen Gesellschaft. Beide zusammen hatten Anteile im Wert von stattlichen 8.000 Reichstalern. Von Beust war somit nicht nur mehr Fach-, sondern auch – zumindest teilweise – Sachpromotor des neuen Salzwerkes Gottesgabe. Wenngleich eine Zersplitterung der Anteilseignerstruktur dadurch verhindert werden sollte, dass die freie Handelbarkeit der Anteile beschränkt wurde – kein Gesellschafter durfte gegen den Willen der Societät als Ganzes durch zweiseitige Rechtsgeschäfte unter Lebenden Gesellschaftsanteile an Dritte veräußern –, waren die Salzaktien der Societät dennoch bald breit gestreut, da ein einseitiges Rechtsgeschäft, nämlich die Rechtsnachfolge als Anteilseigner für Testaments- und gesetzlichen Erben, unbeschränkt möglich war. Für die Anteilseigner war selbstverständlich die Auszahlung einer Dividende vorgesehen. Erstmals wurde diese Dividende 1753 in Höhe von 50 Reichstalern pro ganzem Anteil (1.000 Reichstalern) ausgeschüttet und lag mit 5 % mithin nicht allzu niedrig. Eine Dividendenausschüttung wurde während des gesamten 18. Jahrhunderts – und darüber hinaus – alle zwei Jahre in schwankender Höhe von 50 – 150 Reichstalern gezahlt. Insgesamt sind bis zum Jahre 1785 Ausschüttungen in einer Gesamthöhe von 144.750 Talern belegt, was einer jährlichen Durchschnittsrendite auf das gezeichnete Stammkapital von 11,5 % entspricht. Eine besondere Stellung unter den Anteilseignern besaß der Freiherr von Beust. Ihm standen über die reguläre Dividende hinaus zum einen der achte Teil des jährlichen Brutto-Überschusses, zum anderen eine Pauschalzahlung von 90 – 110 Talern zu. Dieser Punkt scheint besonders beachtenswert, macht er doch deutlich, dass hier über die Gewinnbeteiligung ein leistungsabhängiges Vergütungsmoment für den wichtigsten Fachpromotoren des Betriebes Gottesgabe und nicht etwa ausschließlich ein das Verantwortungsgefühl des Managements nicht unbedingt anreizendes Fixum gewählt wurde. Damit legte die Betriebsverfassung einen wichtigen Anreizpunkt für die Betriebsführung fest und sorgte über viele Jahrzehnte für eine erfolgreiche betriebswirtschaftliche Entwicklung des Salzwerkes Gottesgabe. Trotz dieser Betriebsverfassung bezüglich der Anteilseignerstruktur war die Saline Gottesgabe nur bedingt eine kapitalistische Erwerbsgesellschaft, wie sie eine Aktiengesellschaft darstellt, da der Landesherr die Verfügungsrechte der Anteilseigner an den Salinen dadurch beschränkte, dass er in den §§ 1 und 23 der „Octroy“ einen ausdrücklichen Vorbehalt der landesfürstlichen Gerechtsamen an allen Salzquellen im Hochstift Münster behielt.
Dennoch war die Societät kein Lehnsnehmer im klassischen Sinne, da sie von der Zahlung des Salzzehnten an den Landesherrn ausdrücklich befreit war. Obgleich die Gesellschaft zehntbefreit war, gab die Betriebsverfassung, wie sie in der „Octroy“ niedergeschrieben war, weitere Regeln und Pflichten vor, was die Gewinn- bzw. Ertragsverteilung anbetraf. So hatte die Gesellschaft etwa die Pflicht, die laufenden Entschädigungsleistungen an das Kloster in Bentlage als Eigentümer der von der Societät für ihre Anlagen beschlagnahmten Grundflächen zu tragen. Zusätzlich zu dieser geldlichen Leistung erhielt das Kloster jährlich 14 Tonnen Salz bzw. in der zweiten Hälfte des 18. Jahrhunderts 10 Malter Salz. Darüber hinaus hatte die Societät an die Mitglieder des Domkapitels jährliche, nach Rang und Amt der Domkapitelmitglieder variierende Naturalleistungen in Salz zu leisten. Erstaunlich bleibt, dass der Landesherr selber gänzlich leer ausging und somit seine merkantilistisch-kameralistischen Absichten mit dem Projekt Gottesgabe auf die Außenhandelsaspekte beschränkte. Dies mag neben der ausdrücklichen Verfügung des Domkapitels auch der Grund dafür gewesen sein, dass die Societät zu keinem Zeitpunkt ein Salzhandelsmonopol erhielt. In diesem Punkt setzte das Hochstift im Unterschied zu vielen anderen Territorien des Heiligen Römischen Reiches Deutscher Nation auf den Freihandel an Stelle eines merkantlistisch-kameralistischen Protektionismus.
In Bezug auf die Betreiberstruktur war die Betriebsverfassung der Saline Gottesgabe wie folgt formuliert. An der Spitze stand der Generalsalzdirektor, personifiziert in von Beust. Er hatte sowohl übergeordnete betriebswirtschaftliche, als auch bis ins Detail gehende betriebstechnische Befugnisse. In betriebswirtschaftlicher, insbesondere in finanzbuchhalterischer Hinsicht hatte dem Generalsalzdirektor ein sogenannter Salzactuarius zuzuarbeiten, der gleichzeitig Beamter der Hofkammer war. Das gewährleistete, dass der Landesherr stets über die finanzielle Lage der Gesellschaft bestens informiert war. Die Leitung des Salzwerkes als technischem und kaufmännischem Betrieb vor Ort oblag einem Salzverwalter oder einem Salzinspektor, der dem Generalsalzdirektor einmal pro Woche berichtspflichtig war. Dieser aus drei bis vier Personen bestehenden, eigentlichen Betriebsführung stand eine dreiköpfige Kommission, die sich aus Mitgliedern der Societät rekrutierte, gleichsam als Kontrollorgan zur Seite. Aus heutiger Sicht entsprach das Aufgabengebiet des Generalsalzdirektors dem eines hauptamtlichen Geschäftsführers bzw. Vorstandsvorsitzendem, das des Salzactorius dem eines Kaufmännischen Leiters und das des Salzverwalters bzw. Salzinspektors dem eines Betriebsleiters, während die Mitgliederkommission die Aufgaben eines modernen Aufsichtsrates wahrnahm. Diese Struktur macht deutlich, dass die Saline Gottesgabe nicht nur in technischer Hinsicht, sondern auch unter betriebsorganisatorischen Aspekten ein ungemein modernes Unternehmen in seiner Zeit war.
In der Zeit des Betriebsaufbaus stand von Beust als ein weiterer Fachpromotor der Oberbaudirektor und Oberlandingenieurs Johann Conrad Schlaun zur Seite. Schlaun leitete und beaufsichtigte die Errichtung der gesamten Betriebsanlagen. Die Betriebstätigkeit begann am 3. Februar 1745. Das ausgebaute Siedehaus besaß drei große Siedepfannen. Gleichzeitig mit dem neuen Siedehaus wurde ein für die damaligen Verhältnisse gewaltiges Dorngradierhaus errichtet, das – unter konzeptioneller Führung von Beusts und durch Ausführung Schlauns – den modernsten Ansprüchen Genüge leistete. Die Bautätigkeit dauerten insgesamt bis 1751 an. Aber bereits ab 1747 produzierte das hochmoderne Salzwerk Gottesgabe im Rahmen der vorgesehenen Salzproduktion in vollem Umfang. Insgesamt verschlangen die Investitionen in Auf- und Ausbau zwischen den Jahren 1743 bis 1751 63.130 Reichstaler. Gedeckt wurden die Kosten neben der Ersteinlage der Anteilseigner durch eine weitere Sondereinzahlung je Anteil in Höhe von 1.366 Reichstalern sowie durch die nicht ausgeschütteten Gewinne des Salzwerkes.
Von Beust legte bei den beschäftigten Arbeitern großen Wert auf Fachleute und ließ daher aus verschiedenen Salinen, die ihm zudem unterstanden, wie Salzungen, Kreuznach, Creuzburg und Sulza, die Arbeiter rekrutieren. Die Beschaffung und Auswahl qualifizierten Personals war notwendig, da das Sieden und Gradieren im 18. Jahrhundert noch als besonderes Handwerk galt. Insgesamt waren auf der Saline Gottesgabe im 18. Jahrhundert zwischen 25 und 30 Arbeiter und eine nicht näher feststellbare Anzahl an Tagelöhnern beschäftigt. Die Arbeiterschaft teilte sich in vier Gruppen – Sieder, Gradierer, Pumper und Bohrer – denen je ein Siede-, Gradier-, Kunst- und Bergmeister vorstanden. Alle Angestellten und Arbeiter der Saline bezogen sowohl Geld- als auch Sach- und Naturalleistungen, wie Salz, freie Wohnung, Heizung und Licht. Als besondere Privilegien genossen sie, die im Hochstift Münster einen geschlossenen Stand bildeten, unter anderem völlige persönliche Freizügigkeit und – soweit sie nicht einer zweiten, steuerpflichtigen Erwerbstätigkeit nachgingen – Steuer- und Abgabenfreiheit. Zudem waren sie vom allgemeinen Kriegsdienst befreit. Sie waren allesamt einer eigenen Salinengerichtsbarkeit unterworfen, soweit es sich nicht um zivilrechtliche Streitsachen oder Straftaten handelte, die nicht im Zusammenhang mit dem Salinenbetrieb standen. Ein besonderes Privileg, welches die Societät im Zusammenhang mit der Personalauswahl und dem Personaleinsatz im konfessionell engen Hochstift Münster besaß, war die ausdrückliche fürstbischöfliche Erlaubnis, auch Arbeiter protestantischer Konfession einstellen zu dürfen. Wenngleich dieses für die Zeit außergewöhnliche Sonderrecht in der Literatur immer wieder hervorgehoben und als Kennzeichen einer modernen Betriebsführung gewertet wird, dürfte die tatsächliche Bedeutung marginal gewesen sein angesichts des Umstandes, dass die protestantischen Arbeiter zwar eine Arbeitserlaubnis erhielten, ihnen aber gleichzeitig die Ausübung ihrer Religion innerhalb der Münsterschen Landesgrenzen und sogar das Begräbnis auf dem Friedhof zu Rheine strengstens untersagt war. Insgesamt dürfte jedoch der Geld- und Sachleistungsmix bei der Entlohnung sowie die besonderen Privilegien der Freizügigkeit, Steuer- bzw. Abgabenfreiheit und der Kriegsdienstbefreiung in einem äußerst kriegerischen Jahrhundert ein interessantes Anreizsystem für die Anwerbung fähiger Kräfte sowie für die Motivation der eingesetzten Angestellten und Arbeiter gebildet haben. Doch auch was die Optimierung der betrieblichen Abläufe betrifft, suchte von Beust Motivationsanreize für die Arbeiter zu setzen. Der den Siedevorgang häufig verunreinigende Pfannenschlamm etwa wurde als sogenannter Salinendünger an die Ibbenbürener Glashütte abgeliefert. Dafür erhielten die Sieder ein besonderes Entgelt, so dass auch sie einen besonderen geldwerten Anreiz besaßen, stets für die Reinigung der Pfannen Sorge zu tragen. Auch insofern wurde das Salzwerk Gottesgabe zu Rheine mit vergleichsweise modernen Instrumenten geführt.
Unter dem Aspekt einer modernen und zukunftsweisenden Betriebsführung und auch in sozialpolitischer Hinsicht war jedoch noch ein anderes Betriebselement von besonderer Bedeutung. So war die Saline Gottesgabe eine der ersten Betriebe des 18. Jahrhunderts, die über eine Krankenversorgung und Invaliditätskasse für ihre Arbeiter verfügte. Diese Hilfskasse gewährte jedem Beschäftigten Unterstützung in Krankheits- und Sterbefällen. Bei Krankheit erhielt ein Arbeiter volle drei Monate Lohnfortzahlung, im Falle lebenslanger Invalidität eine Unterstützungszahlung in Höhe von 4 Reichstalern monatlich. Zu den Begräbniskosten steuerte die Kasse 5 Rtlr. bei. Die Witwe eines im Dienste der Saline verunglückten Arbeiters erhielt ebenfalls 4 Rtlr. monatlich, wenn der Verstorbene wenigstens 10 Jahre im Dienste des Salzwerkes gewesen war. Für jedes Kind erhielt die Witwe 15 sgr. monatlich bis zur Wiederverheiratung oder bis ihre Kinder in den Salinendienst traten. Zurückgelassene Waisen eines verunglückten Arbeiters wurden in anderen Familien untergebracht, und die Kasse bestritt das Kostgeld für sie in Höhe von 1 ½ Rtlr. Bedauerlicherweise kamen Unglücksfälle durchaus vor, so dass es ohne die von der Societät geschaffene Wohlfahrtseinrichtung sogar schwierig gewesen wäre, Schachtarbeiter zu finden. Die Finanzierung der Hilfskasse funktionierte nach dem Solidarprinzip. Von jedem Reichstaler Lohn mussten die Arbeiter und Angestellten 3 Pfennige in eine sogenannte Büxengeldkasse einzahlen. Dabei war es auch den verheirateten Frauen der Beschäftigten möglich, Kassenmitglied zu werden, wenn die Ehegatten sie über eine Jahresbeitragszahlung in Höhe von 2 Reichstalern und 18 Silbergroschen mitversicherten. Mit dieser Form der Sozialversicherung konnte die Saline Gottesgabe wohl auch unter sozialpolitischen bzw. betriebsversorgungstechnischen Aspekten als eines der modernsten Unternehmen des 18. Jahrhunderts gelten.
Während die Saline Gottesgabe in Bezug auf Betriebsverfassung, Betriebsführung und unter betriebstechnischen Aspekten vorbildlich war, hinkte sie in Bezug auf die Energieversorgung, mithin die Art der Feuerung, und damit hinsichtlich der Gesamtrentabilität anderen Salzwerken ihrer Zeit hinterher. Die komparativen Nachteile bei der Feuerung entstanden dadurch, dass während des gesamten 18. Jahrhunderts die Siedlung weiterhin mit den im Vergleich zur Steinkohle wesentlich teureren Brennstoffen Holz und Torf betrieben wurde. Dies nimmt einigermaßen Wunder, besaß die Münster’sche Salinen-Societät gem. § 9 der „Octroy“ doch das Recht, neben der Ausbeutung der Solequellen im Hochstift auch nach Steinkohle zu suchen und diese zu nutzen. Zwar betrieb die Gesellschaft die Suche nach Steinkohlevorkommen vor Ort, aber ohne jeden Erfolg, was ebenfalls verwundert, da die Ibbenbürener Gegend sehr wohl über Steinkohlevorkommen verfügte, die dann aber erst im 19. Jahrhundert ausgebeutet wurden. Waren die Brennstoffe Holz und Torf als Energieträger an sich schon recht kostenträchtige Produktionsfaktoren, verschärfte sich die Kostenstruktur der Saline Gottesgabe zudem durch den Umstand, dass beide Brennstoffe in dem alles andere als waldreichen Hochstift Münster teilweise von weit her antransportiert werden mussten. Zu den per se anfallenden höheren Anschaffungskosten der beiden veralteten Energieträger traten die überdurchschnittlichen Transportkosten hinzu.
Letztlich stellt sich die Frage, inwieweit und mit welchen wirtschaftspolitischen Mitteln der fürstbischöfliche Landesherr zum Erfolg der Saline Gottesgabe zu Rheine beitrug. Wie bereits erwähnt, war der Societät ein Salzproduktions- und handelsmonopol im Hochstift durch Eingabe des Domkapitels untersagt. Insofern besaß die Saline Gottesgabe im Vergleich zu anderen Salinen, etwa der Saline Königsborn oder Rehme in Brandenburg-Preußen, einen weiteren komparativen Nachteil, der durch die staatlichen Rahmenbedingungen gesetzt wurde. Gleichzeitig existierte im Hochstift auch kein Importverbot für ausländisches Salz wie in anderen Territorien des Heiligen Römischen Reiches Deutscher Nation. Das eigene Salzwerk wurde, da sich der Landesherr in guter norddeutscher Tradition ganz offensichtlich für den völligen Freihandel entschieden hatte, somit dem unbeschränkten Wettbewerb mit anderen Salinen und Salzproduktionen ausgesetzt. Angesichts der Kapazitäten der Solequellen und des eigentlichen Salzwerkes Gottesgabe blieb Clemens August in diesem Zusammenhang auch nichts anderes übrig: wenngleich die Saline – abgesehen von lediglich punktuellen Schwankungen aufgrund von Schwierigkeiten bei der Soleförderung und bedingt durch ungünstige Witterungseinflüsse – sehr schnell ein ansehnliches Maß in der Salzproduktion in Höhe von 300 (metrischen) Tonnen erreichte und dieses Niveau auch über das gesamte 18. Jahrhundert halten konnte, war sie dennoch über den gesamten Zeitraum nur mehr in der Lage, ein Viertel des Salzbedarfs des gesamten Hochstifts zu decken.
Der restliche Bedarf im Hochstift Münster musste über den Import ausländischen Salzes gedeckt werden. So wurden die Emsgegenden zum einen durch Salz aus Lüneburg und zum anderen mit schottischem Salz versorgt, das qualitativ zwar schlechter, aber preislich wesentlich günstiger war als das Salz der Saline Gottesgabe. In den münsterschen Gebieten zu Coesfeld und Dülmen deckte die Bevölkerung ihren Salzbedarf mit Produkten der brandenburgisch-preußischen Saline Königsborn, während Ahaus und Bocholt sich mit dem allseits verbreiteten holländischen Salz versorgten. Die münsterschen Ämter Meppen, Cloppenburg und Vechta nutzten die Konkurrenz der brandenburgisch-preußischen Saline Neusalzwerk zu Rehme, während in den Ämtern Warendorf, Sassenberg und Stromberg die Saline Rothenfelde einen guten Absatzmarkt fand. Kernabsatzgebiet der Saline Gottesgabe im Hochstift Münster waren lediglich die Ämter Rheine, Bevergen und Horstmar sowie Münster selbst, wo das Salz der Saline Gottesgabe stets nicht nur das beste, sondern auch das billigste Salz war. Leider lässt sich anhand der Quellen nicht mehr ermitteln, ob die starke Präsenz ausländischen Salzes im Hochstift Münster auf eine mangelnde Versorgungskapazität des Salzwerkes Gottesgabe aufgrund des ausbleibenden staatlichen Schutzes mittels Salzhandelsmonopols und Importverbotes war, oder ob vielmehr das Ausbleiben eines Monopols und Einfuhrverbotes auf die mangelnden Produktionskapazitäten von Gottesgabe zurückzuführen war. Wie dem auch immer gewesen sein mag, unter merkantilistisch-kameralistischen Gesichtspunkten war das Salzwerk zu Rheine ein allokativer Totalausfall. Trotz der starken ausländischen Konkurrenz konnte die Saline Gottesgabe stets ihren Marktanteil behaupten und wurde nicht durch das Einströmen billigeren Salzes aus Holland, Schottland, Brandenburg-Preußen, dem kurkölnischen Werl und aus Norddeutschland aus dem Salzmarkt im Hochstift Münster verdrängt. Dies lag nur zum Teil an den landesherrlichen Subventionen. Der Hauptgrund für die Marktfestigkeit der Gottesgaber Produkte war deren Qualität. Hatte die Saline Gottesgabe in den ersten Jahren des Aufbaus ein wenig mit der mittelmäßigen Nachfrage zu kämpfen, setzte sich sehr rasch die herausragende Qualität des Salzes, das als äußerst rein und blendend weiß beschrieben und wegen seines festen, groben Korns geschätzt wurde, am Markt durch. Auch in dieser Beziehung machten sich das betriebliche Anreizsystem insbesondere für die Arbeiter in den Siedehäusern und die technisch äußerst fundierte Fachpromotorenschaft eines Joachim Friedrich von Beust ganz offensichtlich bemerkbar. Den Markt über die Qualität und nicht etwa über die Menge zu generieren, war von Beusts erklärte Absicht:
„Was unserem Salz den Vorzug gibt, ist seine Reinheit und Helle. So ist mir lieb, daß das Volk aus Erfahrung seiht, was vor eine Differenz in der Qualität gegen andere Salze sey“.
Aufgrund der gehobenen Qualität verlief der Salzabsatz der Saline Gottesgabe über das gesamte 18. Jahrhundert hinweg kontinuierlich gut und sicherte die Rentabilität des Betriebes in vollem Umfang. In den letzten beiden Jahrzehnten des Betrachtungszeitraumes überstieg die Nachfrage nach Gottesgaber Salz dessen Angebot bei weitem, so dass um 1790 die Münster’sche Salinen-Societät sogar dazu übergehen musste, den zahlreichen Kaufleuten und Handelsgesellschaften Abnahmekontingente zuzuteilen.
Trotz des Ausbleibens einer staatlichen Monopol- und Protektionismuspolitik konnte sich die Saline nicht über eine mangelnde tatkräftige landesherrliche Unterstützung im Rahmen der staatlichen Wirtschaftspolitik beklagen. Clemens August wählte lediglich völlig andere Mittel als die Vielzahl der restlichen Landesfürsten. Auch der Fürstbischof zu Münster wählte direkte interventionistische Instrumente, wenngleich er auf protektionistische Maßnahmen verzichtete: so waren die Salzwagen und alle Fuhren der Saline von jedem Zoll und Wegegeld in allen Gebieten des Hochstifts Münster befreit und blieben dies auch, als etwa der Rat der Stadt Rheine im Jahre 1770 nach Legung eines neuen Straßenpflasters von jedem anderen Wagen Straßengeld erhob. Die Befreiung von diesen Abgaben, die für die Wagen und Fuhren aller anderen Branchen und Salztransporte ausländischer Händler bestehen blieben, macht deutlich, dass der münstersche Landesherr an dieser Stelle mit verdeckten Subventionen arbeitete, um dem Salzwerk komparative Vorteile im Bereich der Transportkosten zumindest auf seinem Territorium zu verschaffen.
Daneben widmete sich Clemens August im Rahmen der Infrastrukturpolitik der staatlichen Förderung der Saline Gottesgabe. Im Mittelpunkt dieser Politik stand die Errichtung eines 3,8 km langen Salinenkanals von den Pumpwerken zur Ems. Der Bau dieses Kanals, der zur Energieversorgung des Pumpbetriebes dringend notwendig war, hatte den Zweck, das Aufschlagwasser für das neben dem Gradierwerk stehende Wasserrad aus der Ems zuzuführen. Zwar besaß die Societät, wie oben bereits erwähnt, das Recht, zu diesem Zwecke Grundflächen zu beschlagnahmen, doch setzte sich das Kloster Bentlage, durch dessen Grund und Boden der Kanal zu ziehen war, erheblich gegen das Vorhaben zur Wehr. Es bedurfte mehrfach strikter Eingriffe des Fürstbischofs Clemens August, um diesen Widerstand schließlich zu brechen. Der Kanal erstreckte sich schließlich von der Emsabzweigung bei Rheine an der Fürstlichen Mühle bis zur Wiedereinmündung in die Ems die der dritten Schleuse. Sein Gefälle betrug bis zum Gradierwasserrad 14 ¼ Fuß. Neben dem Salinenkanal war der Bau des Max-Clemens-Kanal ein wichtiges landesherrliches Infrastrukturprojekt zur Unterstützung der Saline Gottesgabe: Der Fürstbischof betrachtete den Kanal als landesherrliches Monopol, um seine Einkünfte zu mehren. Da die Ems von Bentlage stromaufwärts nach Greven hin nicht vollkommen schiffbar war, versprach er sich durch ihn eine bessere Schiffsverbindung von seinen nördlichen Landesteilen nach Münster, und zwar auch gerade im Hinblick auf den Handel mit Salz von der Saline Gottesgabe. Bei Richtung und Verlauf des Kanals war die im merkantilistischen Sinne handelsfördernde Perspektive einer wechselseitigen Befruchtung des Kanal- und Salinenprojekts mitbestimmend. Clemens August verstand es also blendend, seine fiskalpolitischen Absichten mit den absatzfördernden Aspekten in Bezug auf die Saline Gottesgabe in seiner Infrastrukturpolitik zu verbinden.
Zusammenfassend lässt sich für das Betriebsgeschehen der Saline Gottesgabe zu Rheine und die landesherrlichen Rahmenbedingungen im 18. Jahrhundert folgendes sagen: Wie viele andere Salzwerke in den Territorien des Heiligen Römischen Reiches Deutscher Nation auch entstand die (Neu-)Errichtung und der Ausbau der Saline Gottesgabe auf landesherrliche Initiative. Anders als seine fürstlichen Kollegen entschied sich Clemens August von Bayern jedoch weder für die Verpachtung an einen privaten Einzelunternehmer noch für die Etablierung eines staatlich-fiskalischen Betrieb oder eine pfännerschaftliche Genossenschaftslösung. Der Fürstbischof gab vielmehr der Betriebsverfassung einer kapitalistischen Erwerbsgesellschaft in Form der Münster’schen Salinen-Societät den Vorzug, die auf zivilrechtlicher Rechtsgrundlage zwischen ihm als dem Landesherrn, dem zustimmungspflichtigen Domkapitel und den privaten Anteilseignern zustande kam. Im Mittelpunkt dieser Lösung stand ein zivilrechtlicher Vertrag, die „Octroy“, die die Rechte und Pflichten aller Beteiligten erschöpfend regelte. Dennoch behielt der Landesherr sowohl über die Besetzung des Fachpromotoren als auch über die geschickte Besetzung der Anteilseigner, die zumeist in Personalunion nicht nur private Unternehmer, sondern auch landesherrliche Beamte oder Mitglieder des Domkapitels waren, erheblichen Einfluss auf die Betriebsführung, mithin auf die operative Geschäftstätigkeit. Bei der Auswahl des hauptverantwortlichen Fachpromotoren legte der Landesherr großen Wert auf betriebswirtschaftliche und betriebstechnische Kenntnisse, was den Stellenwert unterstreicht, den die Saline im Rahmen der fürstbischöflichen Wirtschaftspolitik einnehmen sollte. Wenngleich der Landesherr das unternehmerische Risiko für sich selbst in seinen ursprünglichen Plänen nicht scheute, so überließ er die Sachpromotorenschaft, teils aus schierer Finanznot, teils auf Widerstand des mitbestimmenden Domkapitels hin, den privaten Anteilseigner, die – wie gerade ausgeführt – jedoch auch staatliche Beamte waren. Dem nicht vorhandenen unternehmerischen Risiko, mithin der nicht gegebenen staatlichen Haftung, entsprach die Gewinnverteilung: die Saline war vom Zehnten befreit und musste auch sonst keine geldlichen oder geldwerten Leistungen an den Landesherrn abführen. Auch im Übrigen verzichtete Clemens August auf direkte Interventionen in die Betriebsverfassung und Betriebsführung des Salzwerks und sicherte so im Zeitalter staatlich-fiskalischer Betriebe und Manufakturen ein durchaus modern anmutendes Maß an Privatautonomie. Der Betrieb als solcher war von den Zwängen einer staatlich vorgegebenen Allokationspolitik in Bezug auf die Salzversorgung befreit, da der Landesherr sich bewusst gegen ein staatliches Salzhandelsmonopol und gegen ein Salzimportverbot für ausländisches Salz in sein Territorium entschied und somit einer in norddeutscher Tradition stehenden Freihandelspolitik den Vorzug gab. Clemens August von Bayern beließ es bei einer in Maßen betriebenen Subventionspolitik und einer mit Nachdruck betriebenen Infrastrukturpolitik, um über die daraus entstehenden Vorteile für die Münster’sche Salinen-Societät eigene fiskalische Vorteile durch eine Hebung von freiem Handel und Wandel zu generieren.